# Patzicía
Patzicía är en kommunhuvudort i Guatemala.   Den ligger i kommunen Municipio de Patzicía och departementet Departamento de Chimaltenango, i den sydvästra delen av landet, 40 km väster om huvudstaden Guatemala City. Patzicía ligger 2 129 meter över havet och antalet invånare är 16 494.
Terrängen runt Patzicía är huvudsakligen kuperad, men den allra närmaste omgivningen är platt. Runt Patzicía är det tätbefolkat, med 343 invånare per kvadratkilometer. Närmaste större samhälle är Chimaltenango, 12,0 km öster om Patzicía. I omgivningarna runt Patzicía växer huvudsakligen savannskog.